# Buhnenwerder-Wusterau
Das Naturschutzgebiet Buhnenwerder-Wusterau liegt auf dem Gebiet der kreisfreien Stadt Brandenburg an der Havel in Brandenburg.
Das Gebiet mit der Kenn-Nummer 1478 wurde mit Verordnung vom 16. Dezember 2002 unter Naturschutz gestellt. Das rund 192 ha große Naturschutzgebiet, das die 32 ha große Insel Buhnenwerder und die 63,4 ha große Halbinsel Wusterau umfasst, erstreckt sich nordöstlich der Wohnsiedlung Kirchmöser-Ost im 640 ha großen Plauer See, der von der Havel durchflossen wird.